# ساوادیلفاری

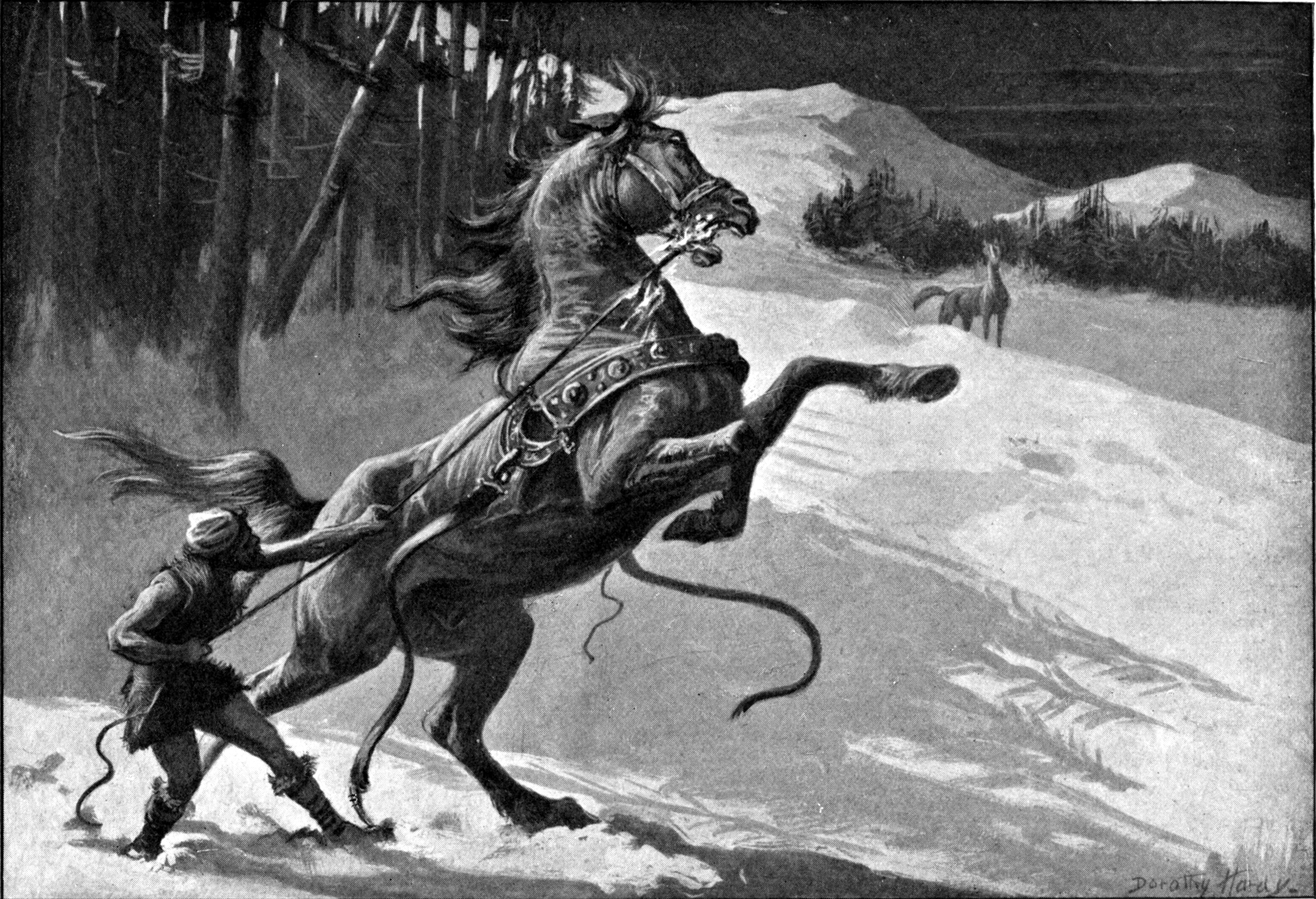
تصویر لوکی همراه با ساوادیلفاری اثر دوروتی هاردی (۱۹۰۹)

ساوادیلفاری (به زبان نورس باستان: Svaðilfari) در اسطوره‌شناسی اسکاندیناوی اسبی نر است که پدر اسب هشت دست و پا اسلیپنیر از لوکی (در هیأت یک مادیان) است. ساوادیلفاری اسبی باهوش، چابک و نیرومند متعلق به یوتونی مبدل و ناشناس بود که دیوارهای آسگارد را ساخت.

## نام
ساوادیلفاری در زبان نورس باستان به عنوان «کسی که سفری بدشگون را انجام می‌دهد» یا «مسافر نگون بخت» ترجمه می‌شود.

## شواهد

### گیلفاگینینگ
در فصل ۴۲ گیلفاگینینگ از کتاب ادای منثور، عالی‌جناب داستانی را روایت می‌کند که در روزهای اولیه و پس از آن که خدایان میدگارد را تأسیس کردند و تالار والهالا را ساختند، درباره سازنده‌ای ناشناس است که پیشنهاد ساخت استحکاماتی برای خدایان به منظور محافظت از آن‌ها در برابر یوتونها را داشت. به توصیه لوکی، قرار شد که این یوتون کار ساختن و به پایان بردن دیوار را در طول یک زمستان به عهده بگیرد و اگر بتواند کار را در زمان تعیین شده به اتمام برساند ایزدبانو فریا، خورشید و ماه را از جانب ایزدان به عنوان پاداش دریافت کند. ایزدان فکر می‌کردند که یوتون توانایی ساختن دیوار در زمان معین شده را ندارد اما او در این کار ساوادیلفاری را به کار می‌گیرد و اگر کار بدان ترتیب ادامه یابد ساختن دیوار سه روز مانده به آغاز بهار به پایان می‌رسد.
به دلیل قدرت بسیار زیاد اسب، یوتون پیشرفت زیادی کرد و در حالی که تنها سه روز به پایان موعد مقرر باقی مانده بود، کار تقریباً به دروازه قلعه رسیده بود. ایزدان لوکی را سرزنش کردند و اعلام کردند به مرگ وحشتناکی خواهد مرد، مگر اینکه نقشه‌ای بکشد که سنگ‌تراش از پاداش خود دست بکشد. لوکی به خواست ایزدان تدبیری را به کار می‌بندد و با به هیأت مادیانی در آمدن در برابر نریان یوتون، ساوادیلفاری، پدیدار و او را به دنبال خود به جنگل می‌کشاند. یوتون به تعقیب اسب پرداخت اما نتوانست او را بگیرد، و با این تمهید ساخت دیوار در زمان مورد نظر اتمام نمی‌یابد. او به خشم آمد و ایزدان متوجه شدند که سنگ‌تراش در واقع خود یک یوتون است، پس ثور را صدا زدند و او نیز با چکش خود میولنیر یوتون را از پا درمی‌آورد.
مدتی بعد، لوکی همراه با کره اسبی خاکستری دارای هشت دست و پا به آسگارد بازمی‌گردد؛ برترین اسب در میان ایزدان و انسان‌ها که نامش را اسلیپنیر نهادند.